# 비아리츠 올림피크

비아리츠 올림피크 페이 바스크(Biarritz Olympique Pays Basque)은 1913년 창단한 프랑스 피레네스-아틀랑티크 비아리츠의 프로 럭비 팀이다. 홈구장은 파크 데스 스포츠 아구일레라이며 현재 톱 14에 참가하고 있다.